# شمس‌العلما قریب گرکانی
حاجی میرزا محمدحسین قریب (۱۲۲۲–۲۷ بهمن ۱۳۰۵ خورشیدی)، عالم و روحانی علوم دینی و ادب فارسی و عربی و از استادان فقه و اصول و حدیث و تفسیر، ملقب به شمس‌العلما و متخلص به ربانی بود.

## زندگی‌نامه
شمس‌العلما قریب گرکانی در گرکان از توابع آشتیان استان مركزي زاده شد. پدرش حاج میرزا علی‌رضا از بازرگانان معروف دیار خود بود و در قم زندگی می‌کرد. او پس از تحصیلات مقدماتی علوم در زادگاهش، برای تکمیل تحصیلات رهسپار قم شد و در آن شهر به تحصیل فقه و اصول و تفسیر و حدیث پرداخت. پس از آن برای شرکت در مجالس درس مرحوم میرزای شیرازی و میرزا حسین خلیلی تهرانی به عتبات عالیات رفت و سه سال در آنجا به تحصیل و تکمیل علوم فقه و اصول پرداخت.
مدتی بعد به ایران بازگشت و نزد میرزا علی‌محمد صفا، خطاط مشهور به تمرین خط پرداخت. در سال ۱۲۶۶ خورشیدی، به خواهش آقاخان سوم، نواده آقاخان محلّاتی رئیس فرقه اسماعیلی، که خواستار اعزام استاد و ادیبی ایرانی شده‌بود و به‌خواهش عضدالدوله شاهزاده قاجار، به هندوستان رفت و به مدت نُه‌سال در آنجا زندگی کرد و سپس از راه ترکستان به قفقاز و از آنجا به استانبول و پس از آن به مکه رفت و بر اثر این سفرهای دور و دراز و همزبانی و همنشینی با بزرگان کشورهای گوناگون، زبانهای عربی، انگلیسی و فرانسوی را آموخت و با فرهنگ دیگر کشورها آشنا شد. به‌طوری که وقتی در سال ۱۲۷۵ خورشیدی به ایران بازگشت، بر موضوع درس خود مسلط و با روش‌های جدید آموزش آشنا بود.
در ایران به ریاست مدرسه علمیه، تدریس در مدرسه علوم سیاسی و دارالفنون، ریاست مدرسه متوسطه پهلوی (قاجاریه سابق)، مستشاری دیوان عالی تمیز، و تأسیس مدرسه نظام پرداخت. از دیگر خدمات فرهنگی او در این سال‌ها تأسیس مدرسه‌ای رایگان به کمک مرتضی‌قلی صنیع‌الدوله بود. شمس‌العلما همچنین سال‌های متمادی ممتحن رسمی ادبیّت و عربیّت در وزارت عدلیه و وزارت معارف بود و چند دوره نیز عضویت شورای عالی وزارت معارف را بر عهده داشت، ولی هیچ‌گاه درس و کلاس را رها نکرد. او خطی خوش داشت، شعر می‌گفت و کتاب می‌نوشت.
در روزشمار بیست‌وهفتم بهمن «مؤسسهٔ مطالعات تاریخ معاصر ایران» آمده است که شمس‌العلما مدتی مدعی‌العموم کل ایران (دادستان کل کشور) بوده‌است. در حالی که در مقاله‌ای در مجلهٔ «رشد آموزش زبان و ادب فارسی» آمده است که وزارت عدلیه در ۱۲۹۳ ه‍.خ از او برای تصدی سمت مدعی‌العموم دیوان عالی تمیز دعوت کرد؛ ولی او نپذیرفت.
اهل علم و ادب شمس‌العلما را به‌واسطهٔ دو کتاب ارزشمند «ابدع‌البدایع» و «قطوف الربیع» می‌شناختند که به‌صورت چاپ سربی در دسترس قرار داشت تا زمانی‌که اولی در سال ۱۳۷۷ با کوشش حسین جعفری در تبریز و دومی در سال ۱۳۸۹ با کوشش مرتضی قاسمی پژوهشگر فرهنگستان زبان و ادب فارسی، و با مقدمه و یادداشتی از دکتر اصغر دادبه و دکتر بدرالزمان قریب، عضو پیوستهٔ فرهنگستان زبان و ادب فارسی توسط انتشارات فرهنگستان در ۳۲۵ صفحه منتشر شده‌است. این دو کتاب از بهترین مراجع برای دانشجویان ادبیات برای شناخت علوم فصاحت و بلاغت و صنایع ادبی شناخته شده‌است.
شمس‌العلما کتاب قطوف الربیع فی صنوف البدیع را در سال ۱۳۲۷ قمری برای مدرسه سیاسی، در علم بدیع، نوشته‌بود و آن را تدریس می‌کرد. آن‌چنان‌که شمس‌العلما در مقدمه کتاب نوشته است، این کتاب خلاصه‌ای از کتاب مفصل او در علم بدیع، یعنی ابدع البدایع است. در کتاب حاضر هشتاد صنعت بدیعی همراه با شواهد و مثال‌های فارسی و عربی، به‌صورت نظم و نثر، شرح داده شده‌است.
از سال ۱۳۱۵ هجری قمری تا چند ماه پیش از مرگش (مدفون در ابن بابویه)، پیوسته تدریس می‌کرد و شاگردان بزرگی پرورد و در سال‌های آخر عمر که از تدریس بازنشسته شد، وی بدیع‌الزمان فروزانفر را به‌جای خود برای تدریس دارالفنون پیشنهاد کرد. مراسم تکریمی از ایشان توسط بنیاد نخبگان استان مرکزی در سال 1396 با حضور جمعی از مردم فرهنگ دوست، استادان، دانشجویان، نخبگان و استعدادهای برتر برگزار گردید.

## آثار و کتاب‌ها
- رساله مقصد الطالب فی احوال احداد النبی و عمه ابیطالب
- رساله منظوم در اصول
- قطوف الربیع فی صنوف البدیع
- نور الحدیقه
- حواشی روضه
- حواشی معالم
- ابدع البدایع
- رساله درمعانی
- لطائف الحکم (در سه جلد)
- صد حکایت منتخب از کتاب‌های ادبی عربی
- تاریخ خطاطان ایران
- تاریخ شعرا
- تاریخ وهابیه، کتابخانه معرفت تهران، آبان ۱۳۰۴